# El Salvador vid världsmästerskapen i friidrott 2023
El Salvador tävlade vid världsmästerskapen i friidrott 2023 i Budapest i Ungern mellan den 19 och 27 augusti 2023.

## Resultat
El Salvadors trupp bestod av en idrottare.

### Herrar
Gång- och löpgrenar
| Idrottare           | Gren           | Försöksheat | Försöksheat | Semifinal        | Semifinal        | Final            | Final            |
| Idrottare           | Gren           | Resultat    | Placering   | Resultat         | Placering        | Resultat         | Placering        |
| ------------------- | -------------- | ----------- | ----------- | ---------------- | ---------------- | ---------------- | ---------------- |
| Pablo Andrés Ibáñez | 400 meter häck | 50,01       | 6           | Gick inte vidare | Gick inte vidare | Gick inte vidare | Gick inte vidare |